# 諜報活動
諜報活動（ちょうほうかつどう、英語: intelligence activities）とは、もっぱら国家の安全保障にまつわる、インテリジェンスをはじめとした情報に関する活動である。

## 概要
主に情報機関によって行われ、外国、特に敵国、仮想敵国、ならずもの国家などの軍事・政治・経済に関する情報を収集する場合が多い。特に秘密・非合法的手段による情報収集を「スパイ活動（エスピオナージ（諜報））」という。
そもそも諜報とは「謀：はかりごと」に関わる情報をあつかう作業であり、狭義には情報収集を意味するが、広義には収集した情報の分析や評価にとどまらず、暗殺・暴行・脅迫などを含めた強行策や、情報攪乱やフェイクニュースの宣伝による要人および国民への謀略工作が含まれる（インテリジェンス）。インテリジェンス (intelligence) とは、行間 (inter) を読む (lego) という意味である。
秘密・非合法な情報収集を防ぐ防諜や、暗殺・破壊活動などの謀略活動などは「諜報」とは区分して考えることが一般的であるが、戦前からは、ソ連で同一組織がその二つを担っており、戦後はアメリカの情報収集を主要任務としていたはずのCIAがアレン・ダレス長官の時代に謀略工作に重きを置くようになっており、戦後、半世紀以上経過した現在、国家の置かれた立場や担当組織の運営方針次第ではその区分はあいまいなものとなっている。
近年の情報技術の急発達に合わせ、コンピュータネットワークを利用したフェイクニュースなどを用いた情報活動や謀略活動も幅広く行われ、ハイブリッド戦争やサイバー戦争の様相を呈している。
また、暗号の開発や読解（開錠）、情報取得用機材（超小型カメラや盗聴器を含むリモートコントロール式の電子機器、高速偵察機や偵察衛星）、尋問用の医薬品類（自白剤などに代表される向精神薬）の開発や運用などに国家の最高レベルの知性や技術者集団が投入されることも珍しくない。第二次世界大戦におけるアメリカが持つ対数表の精度は世界最高水準であり、これが射撃命中精度（Accurizing）や原子爆弾製造（マンハッタン計画）に影響を与えた。また、ナチス・ドイツのエニグマなどの暗号解析技術には当時の世界で第一級の知性が投入され、イギリスでも当時最も先進的な専用計算機であったコロッサスが開発・投入された。

## 情報収集の手段
諜報活動は、用いる手段により以下のように分類される。情報収集には決して秘密・非合法な手段ばかりが用いられるわけではない。収集した情報を分析・評価することで指導者が判断を下すために役立つ情報（インテリジェンス）を生産する。情報収集を担当する組織を情報機関という。

### 公開資料
新聞・雑誌・テレビ・インターネットなどのメディアを継続的にチェックしたうえで、書籍・公刊資料を集めて情報を得る手法。英語では「オシント」（OSINT:Open source intelligence）と呼ばれる。各国の情報機関は、諜報活動の9割以上はオシントに当てられるとされる。

### 人間
人間を介した情報収集の方法。有識者から話を聞いたり、重要な情報に接触できる人間を協力者として獲得・運営し、そこから情報を入手する（獲得工作）。英語では「ヒューミント」（HUMINT:Human intelligence）と呼ぶ。日本の場合だと、公安調査庁がその役を担っているとされる。
各国の在外公館（大使館・総領事館など）には情報機関からの出向者などが駐在してヒューミントに従事している場合が多いが、彼らは赴任国で合法的なヒューミントを行うのが一般的である。合法的なヒューミントにとどまっている限りは犯罪ではないが、赴任国政府の防諜機関は情報機関からの出向者を捜査対象としており、一線を超えた場合にはペルソナ・ノン・グラータが発動され、赴任国から退去を求められることになる。

### 画像
偵察衛星や偵察機によって撮影された画像を継続的に分析する事で情報を得る手法。英語では「イミント」（IMINT:Imagery intelligence)、「イマジント」（IMAGINT）と呼ぶ。写真撮影による情報収集を「フォトミント」と呼ぶこともあるという。

### 電波、電子信号
通信や電子信号を傍受する事で情報を得る方法。英語では「シギント」（SIGINT:Signals intelligence）とも呼ばれる。旧日本軍では「特殊情報」と呼ばれた。
シギントの中には、電話や無線、インターネットなどの通信を傍受して　暗号解読（本文が分らなくとも交信（トラフィック）解析だけで手がかりになり得る）を行う「コミント」（COMINT:Communication intelligence）、レーダーなどから放射された信号を傍受する「エリント」（ELINT:Electronic intelligence）、水中に設置したセンサーやソナーなどを使って潜水艦などが発する音を収集する「アシント」（ACINT:Acoustic intelligence）、テレメトリー、ビーコン信号等からの情報収集を行う「フィシント」（FISINT:Foreign instrumentation signals intelligence）などがある。
このほか通信傍受とは少し異なるが、郵便を検閲するのも一般的な情報収集手段である。

### 科学
赤外線や放射能、空気中の核物質といった科学的な変化をとらえる事で情報を収集する方法。英語で「マジント」（MASINT:Measurement and Signatures intelligence）と呼ばれる。核実験の探知など、主に軍事諜報に用いられる。
以下のような手段を用いる。
- 「ラディント」（RADINT:Rader intelligence）：レーダー信号の傍受を行う
- 周波数情報（Frequency―）：核爆発や、エンジンの周波数から得られる情報の収集
- E-O情報（E-O―）：紫外線、可視光線、赤外線から得られる情報の収集
- 地球物理学情報（Geophysical―）：地震、大気の振動、磁場の変化等から得られる情報の収集
- ヌシント（NUCINT:Nuclear intelligence）：放射線から得られる情報の収集（異常増加で原子力施設の事故や核実験などが探知出来る）
- 物質情報（Materials―）：化学物質の分析から得られる情報の収集

### 装備の研究
外国軍の装備を研究し、使われている技術や弱点などを見つけ出す手法。英語では「テキント」（TECHINT:Technical intelligence）と呼ばれる。

### 他機関との協力
利害関係を同じくするインテリジェンス機関が相互に協力すること。英語では「コリント」（COLLINT:Collective intelligence）と呼ばれる。友好国のあいだでは相互に「リエゾン」と呼ばれる連絡要員を派遣している場合があり、定期的に情報交換を行っている。

## 歴史
さほど諜報活動に力を入れていたとは言い難い国だった戦前・日本の陸軍参謀本部は「秘密戦」と呼び、「諜報（密かに情報を収集する）」「防諜（スパイの摘発などの情報防衛）」「宣伝（自らが有利に立つ情報を流す）」「謀略（相手につかませた情報により自らに有利な状態をつくる）」の4分類を行っていたが、情報戦において在華ソビエト軍事顧問団の派遣とゾルゲ諜報団・尾崎秀実およびアメリカ国内での工作を連携して駆使するソ連の前に敗れ、泥沼の対中強硬策や南進政策に誘導された（第7回コミンテルン世界大会と人民戦線）。戦後も日本を圧倒するほど諜報活動に力を入れている共産圏国家を含む覇権国他国の諜報活動の場合、対日有害活動をはじめ何十年もかけて日本を含む国々の公的組織（行政組織、立法組織、司法組織、報道組織、労働組合、学界、教育機関、宗教法人など）への浸透を行いつつ、領土問題などの利害関係を背景にその国内で抱える基地問題や民族問題などの対立を扇動し利用する分断工作や離間工作をおこない、情報操作あるいはプロパガンダなどの手法を用い世論や政治の誘導や社会意識の形成にも影響を与える工作などの間接侵略（シャープパワー）のほか、商業活動などを装った活動資金の調達も実施しており、ソ連崩壊後明らかになった部分やアメリカが情報公開法によって公表した記録だけを見ても、その活動範囲は多岐に及び、巧妙に連携した働きかけを行うよう、工作責任者の指揮のもとに組織的に活動していた事が判明している。